# Proofs from THE BOOK
Proofs from THE BOOK (EL LIBRO de las demostraciones, en su traducción al español) es un libro de demostraciones matemáticas de Martin Aigner y Günter M. Ziegler. Está dedicado al matemático Paul Erdős, que a menudo se refería a "El Libro" donde Dios guardaba las demostraciones más elegantes de cada teorema matemático. Durante una conferencia en 1985, Erdős dijo que un matemático "no tiene que creer en Dios, pero debería creer en El Libro".

## Contenido
Proofs from THE BOOK contiene 32 secciones (45 en su sexta edición), cada una dedicada a un teorema, aunque a menudo contenga múltiples demostraciones y resultados relacionados. Cubre un amplio abanico de disciplinas matemáticas: teoría de números, geometría, análisis, combinatoria y teoría de grafos. El mismo Erdős hizo varias sugerencias para incluir en el libro, pero murió antes de su publicación. El libro está ilustrado por Karl Heinrich Hofmann. Se han publicado en inglés seis ediciones, y ha sido traducido al persa, francés, alemán, húngaro, italiano, japonés, chino, polaco, portugués, coreano, turco, ruso y español.
En noviembre de 2017 la American Mathematical Society anunció que el Premio Leroy P. Steele a la Exposición Matemática de 2018 sería otorgado a Aigner y a Ziegler por este libro.
Las demostraciones desarrolladas ingluyen:
- Seis demostraciones de la infinitud de los números primos, incluyendo la de Euclides y la de Furstenberg.
- Demostración del postulado de Bertrand.
- El teorema de Fermat sobre la suma de dos cuadrados, y su demostración geométrica de 2006 (en la sexta edición).
- Dos demostraciones de  la ley de reciprocidad cuadrática.
- Una demostración del pequeño teorema de Wedderburn, que afirma que todo anillo de división finito es un cuerpo.
- Cuatro demostraciones del problema de Basilea.
- Una demostración de la irracionalidad de e.
- El tercer problema de Hilbert.
- Los teoremas de Sylvester-Gallai y de De Bruijn-Erdős.
- El teorema de Cauchy en geometría.
- La conjetura de Borsuk.
- El teorema de Cantor-Bernstein-Schröder.
- El problema de Wetzel sobre familias de funciones analíticas con pocos valores distintos.
- El teorema fundamental del álgebra.
- El teorema de Monsky.
- La conjetura de Van der Waerden.
- El lema de Littlewood-Offord.
- El problema de la aguja de Buffon.
- El teorema de Sperner, el teorema de Erdős-Ko-Rado y el teorema del matrimonio de Hall.
- El lema de Lindström-Gessel-Viennot y la fórmula de Cauchy–Binet.
- Cuatro demostraciones de la fórmula de Cayley.
- Conjuntos Kakeya en espacios vectoriales sobre cuerpos finitos.
- La desigualdad de Bregman-Minc.
- El problema de Dinitz.
- La demostración de Steve Fisk del teorema de la galería de arte.
- Cinco demostraciones del teorema de Turán.
- La capacidad de Shannon y el número de Lovász.
- El número cromático de grafos de Kneser.
- El teorema de la amistad.
- Algunas demostraciones utilizando el método probabilístico.